# Oud Korenhuis

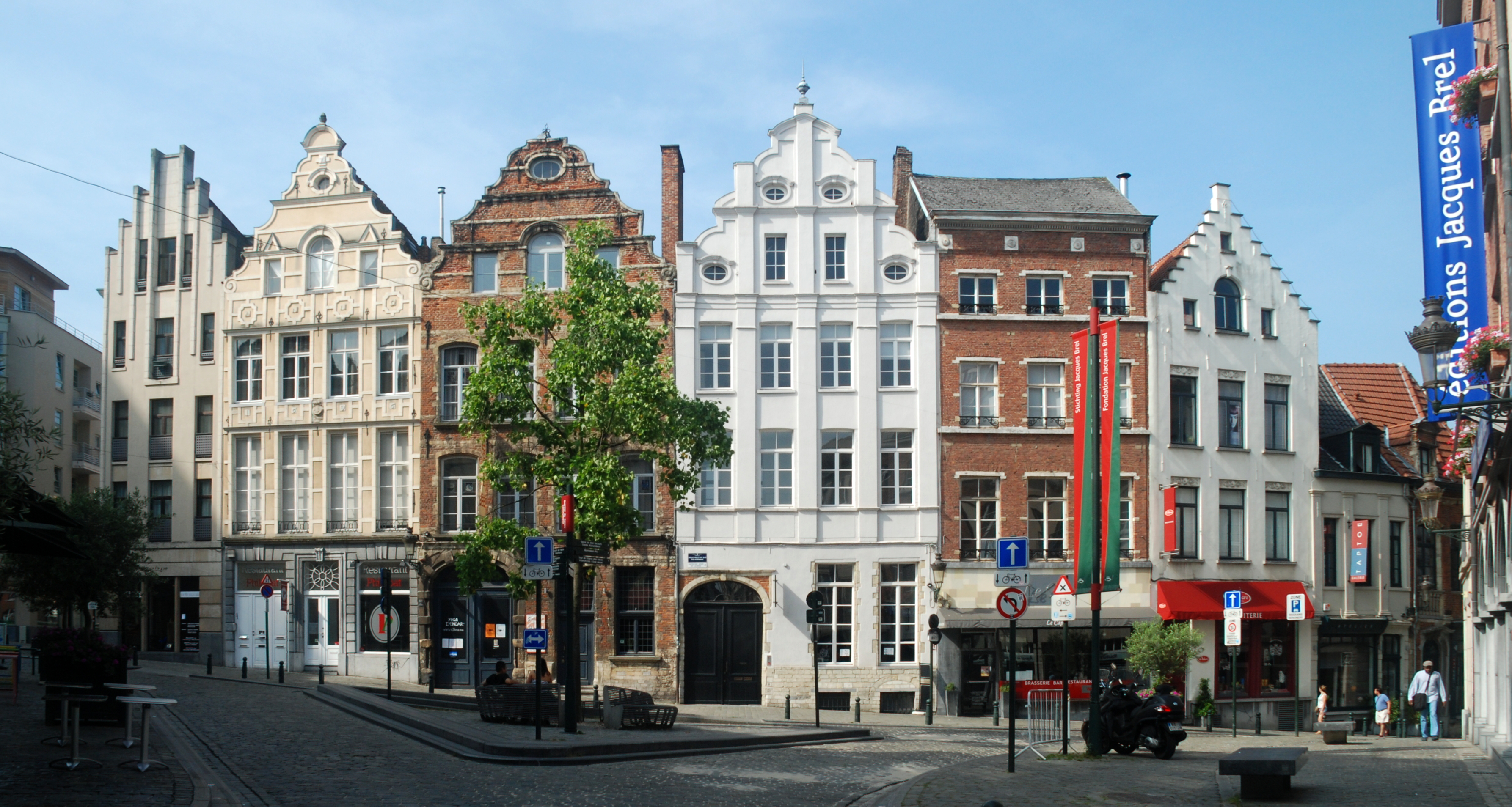
Westzijde

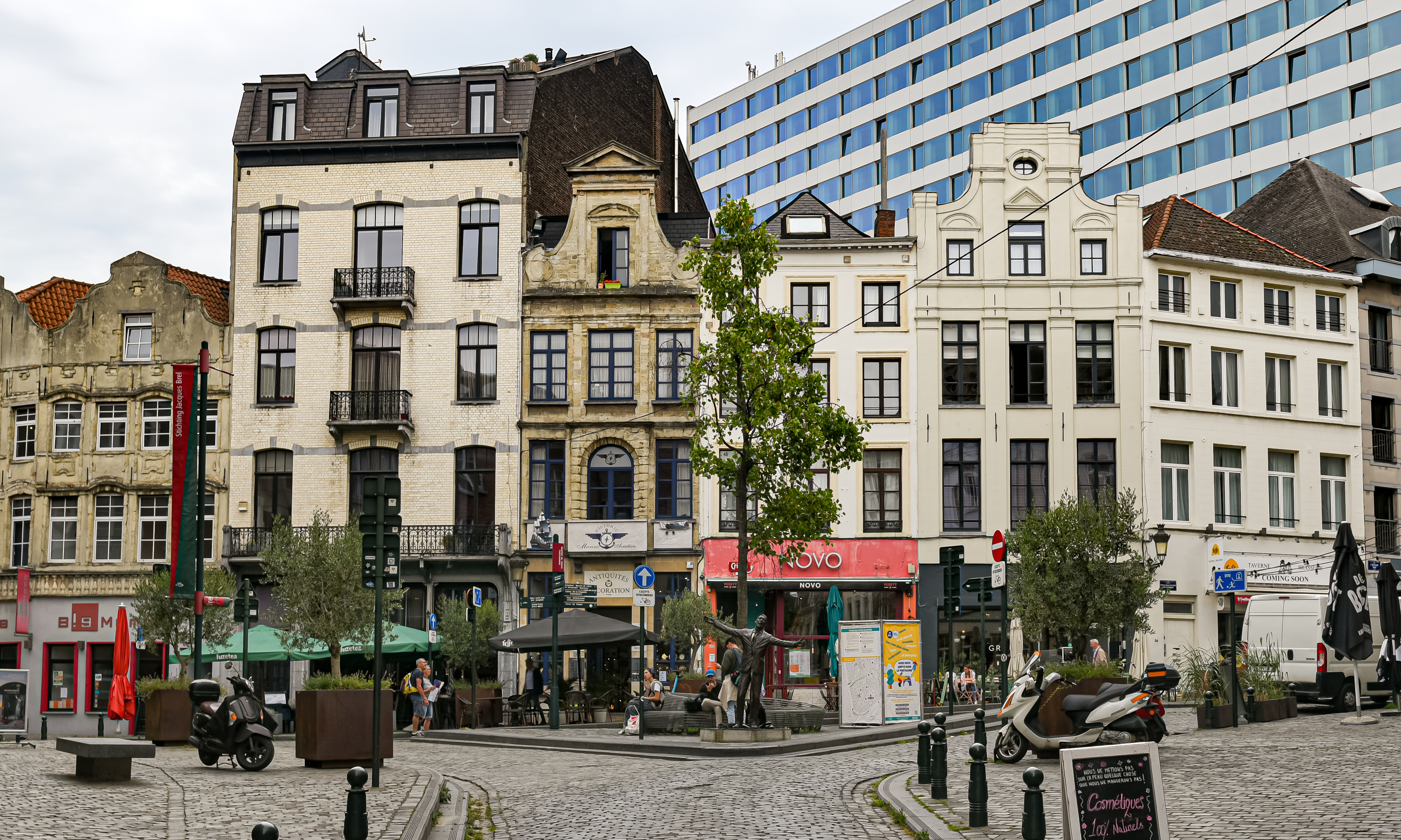
Oostzijde

Het Oud Korenhuis (Frans: Place de la Vieille Halle aux Blés) is een driehoekig pleintje in Brussel. In 2017 kreeg het een standbeeld van Jacques Brel door Tom Frantzen.

## Situering
Het Oud Korenhuis geeft uit op de Eikstraat, de Trapstraat, de Dinantstraat en het Sint-Jansplein.

## Geschiedenis

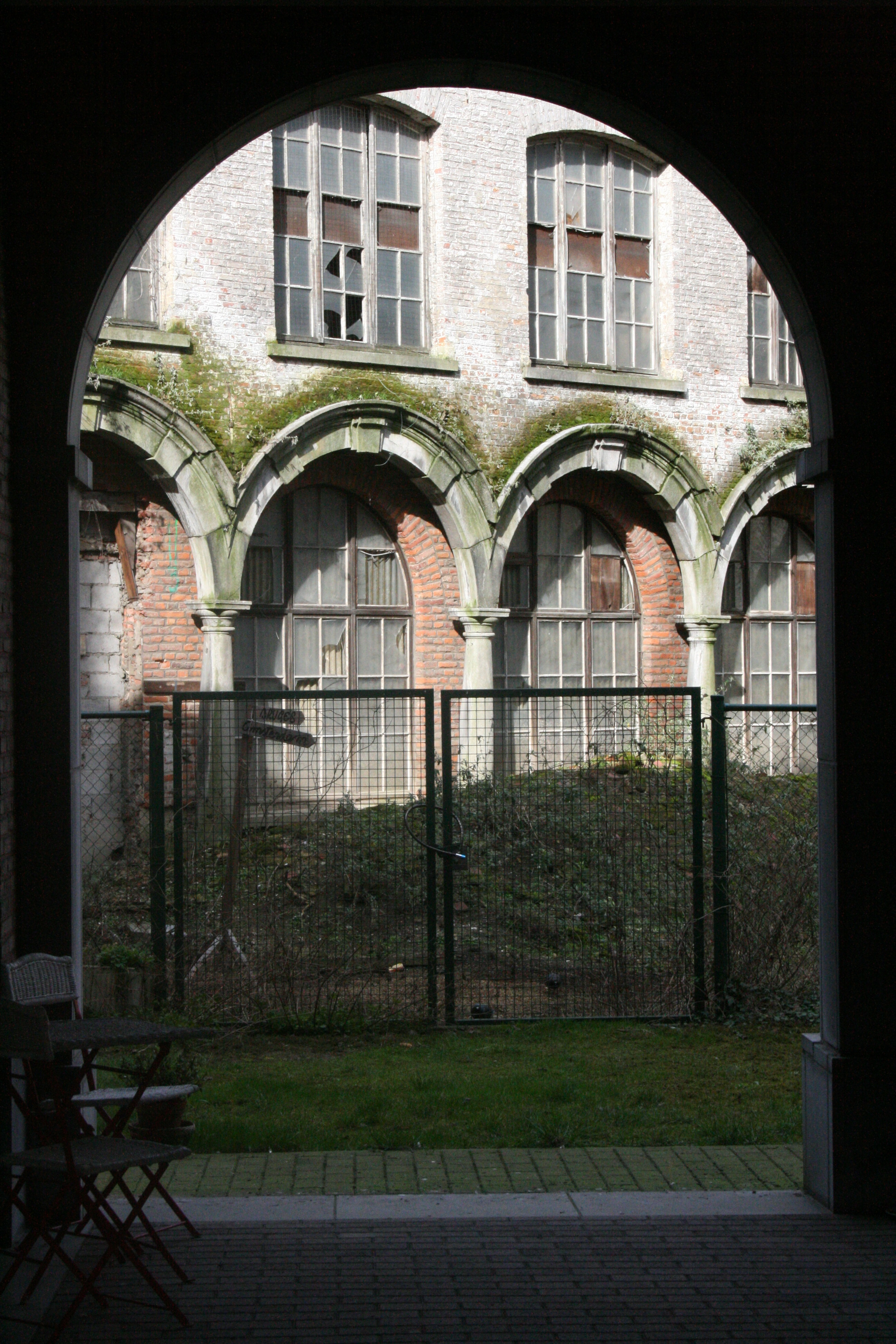
Restanten van de Spaanse Kroon

De naam verwijst naar de graanhal die hier tot 1626 stond (voor het eerst vermeld in 1295 als Corehuse). De locatie was logisch omdat de aanvoer grotendeels vanuit het zuiden gebeurde (Henegouwen) en per wagen de stad binnenkwam. De groothandel in graan was voorbehouden aan de vrijheid of singel in en rond dit korenhuis. Het gebouw werd afgebroken om het verkeer tussen de Steenpoort en de Grote Markt meer ruimte te geven. De korenverkoop werd overgebracht naar de Oude Graanmarkt.
In 1681 werd het plein een eerste keer vergroot en na het bombardement van 1695 een tweede keer.
In de 18e eeuw werd het plein een halteplaats voor nationale en internationale postkoetsen (naar Frankrijk, Luxemburg, Duitsland, Zwitserland). Dit trok veel herbergen en postrelais aan, waaronder:
- De Spaanse Kroon (verbindingen Doornik-Rijsel-Parijs, Antwerpen-Amsterdam en Aken-Keulen)
- In den Coninck van Spagniën (verbinding met Edingen, Ath, Doornik)
- ln de Zwaene (postverbinding met Nijvel en Bergen)
- De Gulde Sterre (koetsen naar Bergen, Ath, Doornik, Luxemburg, Frankrijk, Duitsland en Zwitserland)

Vanaf 1920 verwierf de provincie Brabant alle gebouwen aan de noordkant van het plein, tussen de Eikstraat en de Lombardstraat. Het geheel werd in 1961 met de grond gelijk gemaakt voor een uitbreiding van het nabijgelegen provinciehuis. Maar de plannen bleven dode letter en de provinciediensten gebruikten de braakgrond 32 jaar lang als parking. Een plan van aanleg uit 1964 voorzag nog meer sloop en de omvorming van het Oud Korenhuis tot een rechthoekig plein. Gelukkig kwam het niet zover. De overblijvende gebouwen werden beschermd en een herzien plan uit 1985 stelde bewaring voorop.
Vanaf 1993 werd de braakliggende noordzijde heropgebouwd. Tijdens de voorbereidende werken vond men een middeleeuws keldergewelf.

## Panden

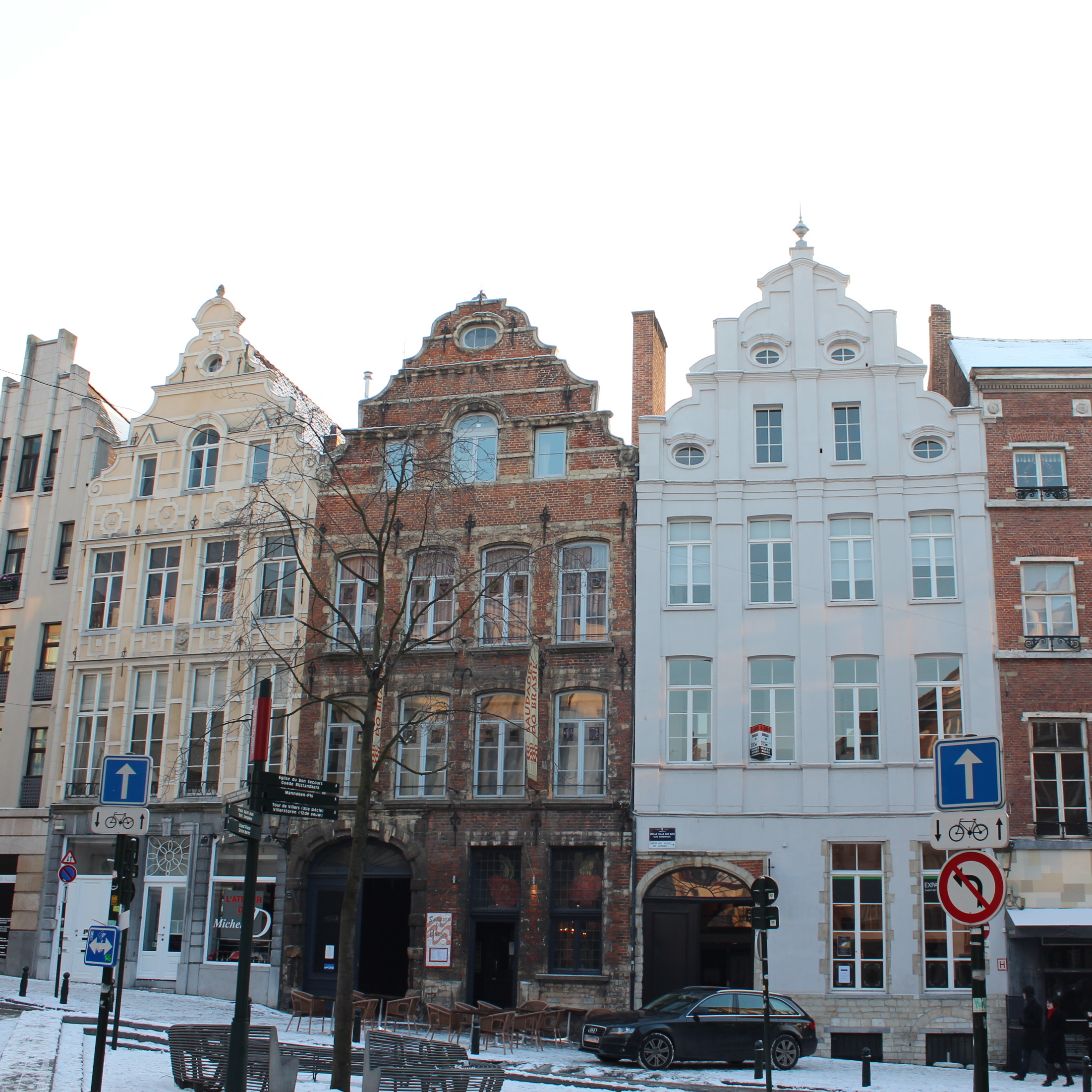
Drie barokke huizen aan de zuidwestkant: Den Gulden Sleutel, De Gulde Sterre en Den Hoorn

Verschillende huizen op het Oud Korenhuis zijn beschermd. Meestal gaat het om barokke panden.
- nr. 11: Stichting Jacques Brel (de arcades in de gevel herinneren aan de laatste resten van de afgebroken Spaanse Kroon, die nog in de tuin zijn aan te treffen)
- nr. 27: In den Coninck van Spagnien
- nr. 29: Den Gulden Sleutel
- nr. 30: De Gulde Sterre
- nr. 31: Den Hoorn
- nr. 36: laatbarok huis
- nr. 39-40: huis met art-nouveau-elementen uit 1905
- nr. 41-42: tweelinghuizen
- nr. 46: barok huis
- nr. 49: laatbarok huis

## Voetnoten
1. ↑  Standbeeld van Jacques Brel onthuld in hartje Brussel, VRT nws, 11 oktober 2017
2. ↑  Bram Vannieuwenhuyze, Brussel, de ontwikkeling van een middeleeuwse stedelijke ruimte , Proefschrift Geschiedenis, Universiteit Gent, 2008, p. 231